# Atli Guðnason
Atli Guðnason (28 settembre 1984) è un ex calciatore islandese, di ruolo attaccante.

## Carriera

### Club
Guðnason cominciò la carriera con la maglia dello FH Hafnarfjörður, per poi essere ceduto in prestito allo HK Kópavogur prima e al Fjölnir poi. Nel 2006 tornò allo FH Hafnarfjörður, con cui vinse quattro campionati (2006, 2008, 2009 e 2012), due edizioni della Coppa d'Islanda (2007 e 2010), tre della Coppa di Lega islandese (2006, 2007 e 2009) e due della Supercoppa d'Islanda (2009 e 2011).

### Nazionale
Conta 3 presenze per l'Islanda. Esordì il 10 novembre 2009, nella sconfitta per 1-0 contro l'Iran.

## Palmarès

### Club

#### Competizioni nazionali
- Campionato islandese: 6

FH Hafnarfjörður: 2006, 2008, 2009, 2012, 2015, 2016
- Coppa d'Islanda: 2

FH Hafnarfjörður: 2007, 2010
- Coppa di Lega islandese: 4

FH Hafnarfjörður: 2006, 2007, 2009, 2014
- Supercoppa d'Islanda: 3

FH Hafnarfjörður: 2009, 2011, 2013